# 유럽의 주권국 및 속령 목록
유럽의 주권국 및 속령 목록이다.
아래 목록에는 지리적 또는 정치적으로 유럽의 다양한 공통 정의에 부분적으로 해당하는 모든 실체가 포함되어 있다. 일반적으로 인정되는 50개 주권 국가, 제한적이지만 상당한 국제적 인정을 받는 코소보, 그리고 거의 인정되지 않고 거의 인정되지 않는 4개의 사실상 국가가 유럽 영토 및 국제 유럽 조직의 회원 자격을 가지고 있다. 유럽 국가의 필수적인 부분이 아니거나 특별한 정치적 협정을 맺고 있지 않은 8개 기관이 있다.

## 유럽의 경계

### 지리적 경계
일반적으로 사용되는 대륙 구분에 따라 대륙 횡단 국가인 아제르바이잔, 조지아, 카자흐스탄, 러시아, 터키는 아시아와 유럽 모두에 영토를 가지고 있다.
서아시아의 키프로스섬은 아나톨리아(소아시아)와 가깝지만 종종 유럽의 일부로 간주되며 유럽 연합의 회원국이기도 하다. 키프로스와 마찬가지로 아르메니아도 완전히 서아시아에 속해 있지만 여러 유럽 조직의 회원이다.
지중해는 아프리카와 유럽을 더 명확하게 구분하지만, 몰타, 판텔레리아, 펠라지 제도, 시칠리아와 같은 일부 전통적 유럽 섬은 실제로 아프리카 판에 위치해 있다. 아이슬란드 섬은 대서양 중앙 해령의 일부로 유라시아판과 북아메리카판에 걸쳐 있다.
지리적으로 유럽 외부에 있는 일부 영토는 유럽 국가와 강력한 연결을 맺고 있다. 예를 들어, 그린란드는 유럽과 사회 정치적 연결을 갖고 있으며 덴마크 왕국의 일부이지만 북미 대륙에 더 가깝고 일반적으로 해당 대륙과 묶인다.
다른 지역은 유럽 국가의 일부이지만 지리적으로 다른 대륙에 위치해 있다. 예를 들어 프랑스 해외 지역, 스페인 자치 도시인 아프리카 해안의 세우타와 멜리야, 네덜란드 BES 섬인 보네르섬, 신트외스타티위스섬, 카리브 제도의 사바섬 등이 있다.

### 정치적 경계
유럽의 정치적 경계는 여러 정치 조직에서 사용하는 유럽의 정의에 따라 다르다. 예를 들어, 유럽평의회와 유럽인권재판소는 유럽을 정의하는 데 46개국을 포함한다. 유럽고등교육지역에는 48개국이 포함되며, 유럽문화협약과 유럽올림픽위원회의 정의에는 50개국이 포함된다.

## 주권국
주권국가는 국익을 위해 결정을 내리는 국민에 대해 실질적인 주권을 갖는 정치적 연합체이다. 몬테비데오 협약에 따르면 국가는 영구 인구, 정의된 영토, 정부 및 다른 국가와 관계를 맺을 수 있는 능력을 갖추어야 한다.

### UN 회원국 및 UNGA 비회원 참관국
유럽의 공통 정의 내에 위치한 영토 및 국제적으로 거의 보편적으로 인정되는 국제 유럽 기구의 회원 자격을 갖춘 50개의 주권 국가가 있다. 모두 유엔 회원국이거나 유엔 총회(UNGA) 비회원 옵저버 국가이며 벨로루시, 카자흐스탄, 러시아, 바티칸 시국을 제외한 모든 국가는 유럽평의회 회원국이다. 유럽 내에 수도가 있는 국가는 44개국이고(2022년 기준) 그 중 27개국이 유럽연합 회원국이다. 즉, 서로 고도로 통합되어 있고, 유럽연합 기관을 통해 주권을 공유하고 있다는 의미이다.
- 알바니아
- 안도라
- 아르메니아
- 오스트리아
- 아제르바이잔
- 벨라루스
- 벨기에
- 보스니아 헤르체고비나
- 불가리아
- 크로아티아
- 키프로스
- 체코
- 덴마크
- 에스토니아
- 핀란드
- 프랑스
- 조지아
- 독일
- 그리스
- 헝가리
- 아이슬란드
- 아일랜드
- 이탈리아
- 카자흐스탄
- 라트비아
- 리히텐슈타인
- 리투아니아
- 룩셈부르크
- 몰타
- 몰도바
- 모나코
- 몬테네그로
- 네덜란드, 네덜란드 왕국
- 북마케도니아
- 노르웨이
- 폴란드
- 포르투갈
- 루마니아
- 러시아
- 산마리노
- 세르비아
- 슬로바키아
- 슬로베니아
- 스페인
- 스웨덴
- 스위스
- 튀르키예
- 우크라이나
- 영국
- 바티칸 시국

### 사실상의 국가
유럽의 다음 5개 국가는 하나 이상의 UN 회원국으로부터 부분적인 외교적 인정을 받거나(따라서 국가 구성 이론에 따라 국가로 정의됨) UN 회원국으로부터 외교적 승인을 받지 못하지만 선언적 이론에 따라 국가로 정의된다. UN, 유럽 평의회 또는 EU 회원국은 없다.
- 압하지야
- 코소보
- 북키프로스
- 남오세티야
- 트란스니스트리아

## 비주권 영토

### 속령
- 아크로티리 데켈리아
- 페로 제도
- 지브롤터
- 건지 관할구
- 맨섬
- 저지섬

### 특별 영토
- 올란드 제도
- 북아일랜드
- 스발바르 제도

## 같이 보기
- 유럽의 나라별 면적 및 인구
- 옛 나라 목록